# Bryocarpum
Bryocarpum é um género botânico pertencente à família Primulaceae.